# Віреонові
Віреонові (Vireonidae) — родина птахів ряду горобцеподібних (Passeriformes). Дрібні (довжина 10-18 см) деревні птахи Північної і Південної Америки. Житлом віреонових є густі ліси і зарості кущів, де вони будують свої чашоподібні гнізда, підвішені на гілках.

## Опис
Розміри тіла в межах 10 — 18 сантиметрів. Усі віреонові мають міцні ноги, не менш міцний дзьоб і мають однаковий тип розфарбовування, в якому переважають зеленувато-бурі і брудно-жовті тони. Дзьоб трохи коротший за голову, сильний, прямий; верхня частина дзьоба злегка зігнута донизу і утворює на кінці невеликий гачок. Ніздрі щілиноподібні. Щетини в кутах рота не розвинені. Ноги сильні. Цівка спереду покрита поперечними щитками, що не зливаються. Основні фаланги спрямованих вперед пальців іноді більш менш зливаються один з одним. Крила короткі, тупі. Хвіст середньої довжини. Оперення м'яке. Забарвлення самців і самиць більш менш схоже; молоді тьмяніші. У році одне линяння.

## Поведінка
Населяють ліси різних типів і зарості кущів на рівнинах і в горах. Багато видів хороші співаки; пісня типу свистка. Чашоподібне, з глибоким лотком, відкрите згори гніздо підвішується до горизонтальної розвилки гілки дерева або куща. Яйця з більш менш розвиненим крапом. У помірних широтах в кладці 3-5, в тропіках 2-3 яйця. У різних видів міра участі самця в спорудженні гнізда і насиджуванні варіює; у деяких видів самці іноді співають, обігріваючи яйця. Інкубація 11-13 днів. Годують пташенят обидва партнери. Пташенята вилітають з гнізда у віці 11-15 днів. Дорослі птахи продовжують годувати пташенят ще 3-4 тижні. Поза сезоном розмноження тримаються поодинці або дрібними групами. У помірних широтах перелітні, в тропіках — осілі або кочівні. Годуються переважно в кронах, скльовуючи з гілок і листя різноманітних безхребетних (комахи і їх личинки, павуки, слимаки і т. ін.), їдять дрібні м'які плоди.

## Класифікація
Родина включає 57 видів у 8 родах:
- Янчик (Pteruthius) — 9 видів
- Зеленоспинна югина (Erpornis) — 1 вид
- Папугодзьобий віреон (Cyclarhis) — 2 види
- Гачкодзьобий віреон (Vireolanius) — 4 види
- Віреончик (Hylophilus) — 8 видів
- Рудолобий віреончик (Tunchiornis) — 1 вид
- Pachysylvia — 5 видів
- Віреон (Vireo) — 34 види

## Палеонтологія
Залишки двох видів, що нині живуть, в межах сучасного ареалу знайдені у верхньоплейстоценових відкладеннях. Можливий центр виникнення — Північна Америка.

## Ресурси Інтернету
- Vireos (Vireonidae) [Архівовано 16 березня 2016 у Wayback Machine.] information, including 33 species with videos and 40 with photographs at the Internet Bird Collection [Архівовано 12 липня 2016 у Wayback Machine.]

| Птах | Це незавершена стаття з орнітології. Ви можете допомогти проєкту, виправивши або дописавши її. |